# Frappes israéliennes en Syrie en Novembre 2019
 Des frappes aériennes ont été menées par l'armée de l'air israélienne tard dans la nuit du 20 novembre 2019,.
Les frappes ont eu lieu près d'un aéroport de Damas. Israël affirme avoir frappé des dizaines de cibles iraniennes en réponse à des tirs de roquettes la veille sur le plateau du Golan. Alors que les médias d'État syriens ont affirmé que seuls deux civils avaient perdu la vie, un groupe britannique qui étudie la guerre en Syrie a affirmé que plus de 23 civils (dont 15 Iraniens) avaient été tués,.

## Conséquences
Israël a été placé en état d’alerte maximale dans l’attente de représailles pour ces frappes.